# Igreja da Paz em Jawor

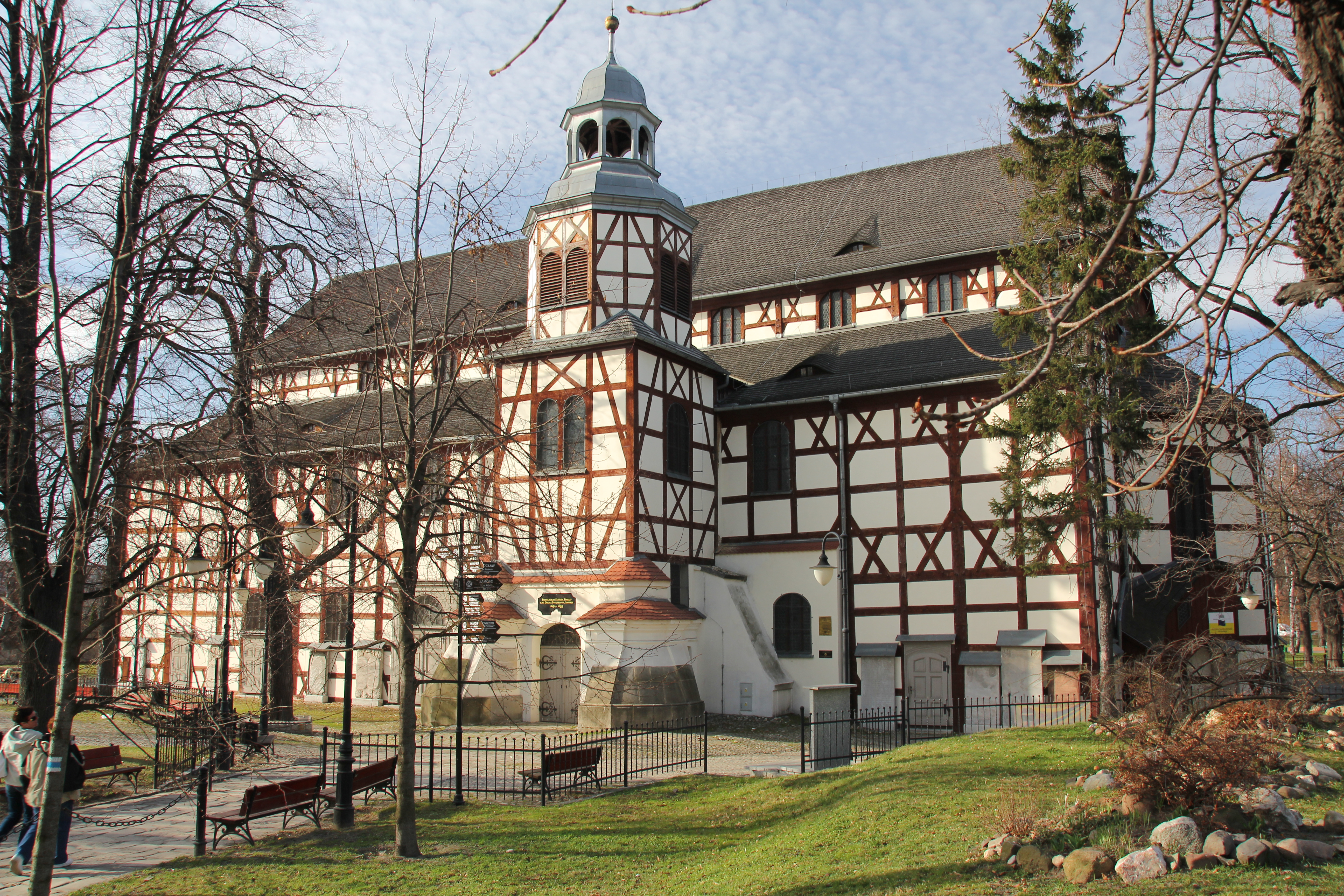
Igreja da Paz em Jawor

A Igreja da Paz em Jawor (alem. Friedenskirche) – uma igreja evangélica luterana de madeira com estrutura em enxaimel, localizada na cidade de Jawor, é um edifício religioso histórico construído sob os acordos de Paz de Westfália concluídos em 1648 que encerraram a Guerra dos Trinta Anos.

## História
A igreja foi construída nos anos de 1654 a 1655 de acordo com o projeto de Albrecht von Säbisch com o uso de uma estrutura em enxaimel. A construção era feita de materiais perecíveis: madeira, palha e argila. Destaca-se o desenho interior barroco: o altar, o púlpito e a pia batismal. Nos lados norte e sul, foram erguidas galerias de quatro andares, cujos peitoris são decorados com pinturas que ilustram o Antigo e o Novo Testamentos, além de paisagens com castelos e escudos heráldicos. Todos os elementos estruturais são cobertos por policromos com motivos de ramos de plantas fantasiosamente enrolados. Esta instalação destaca-se na história da arte europeia da segunda metade do século XVII pela sua singularidade e elevado valor artístico. É um dos três chamados Igrejas da Paz construídas após a Guerra dos Trinta Anos e uma das duas que preservaram até hoje (a outra em Świdnica).
A igreja, por sua importância para a cultura e patrimônio da humanidade, foi inscrita na Lista do Patrimônio Mundial da UNESCO.

## Concertos de paz em Jawor
Todos os anos, de maio a setembro, são organizados concertos de paz em Jawor. Os concertos são realizados no interior histórico da Igreja da Paz. A música de câmara interpretada por artistas da Polónia, República Checa e Alemanha, e o local onde decorrem os concertos, criam uma atmosfera especial e proporcionam uma experiência inesquecível. No total, 67 shows já aconteceram na congregação Jawor, incluindo 29 shows realizados por artistas do exterior. Os seguintes artistas apresentaram-se até agora: Coro “Poznańskie Słowiki” dirigido por Stefan Stuligrosz; Windsbacher Knabenchor - Coro da Universidade de Wrocław; "Gaudium", Orquestra de Câmara "Leopoldinum"; Orquestra Amadeus conduzida por Agnieszka Duczmal; Orquestra Sinfônica do Quarteto Filarmônico de Sudeten; Spirituals Singers Band; Quarteto “Wilanów”; Camerata" Cracóvia”; Banda Folk"Sierra Manta”;  Brandenburgischer Kammerchor; Ledl Jazz Quintet e muitos outros.

## Órgãos
Um instrumento de Adolph Lummert, mais tarde reconstruído duas vezes pela empresa Schlag & Söhne em 1899 e nos anos 1905-1906, depois renovado em 1937. No coro há restos da mesa de jogo pneumática de três hastes de Schlaga. Atualmente, o instrumento foi reconstruído para o estado da época de Lummert. Os trabalhos de reconstrução foram realizados pela empresa Eule de Budziszyn e Ars organum por Adam Olejnik.

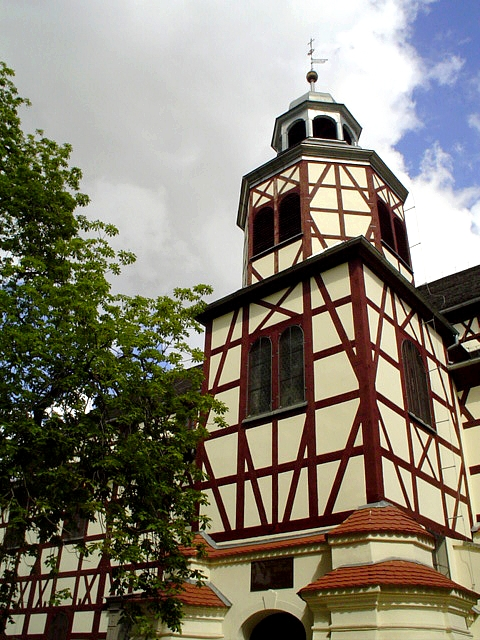
Torre
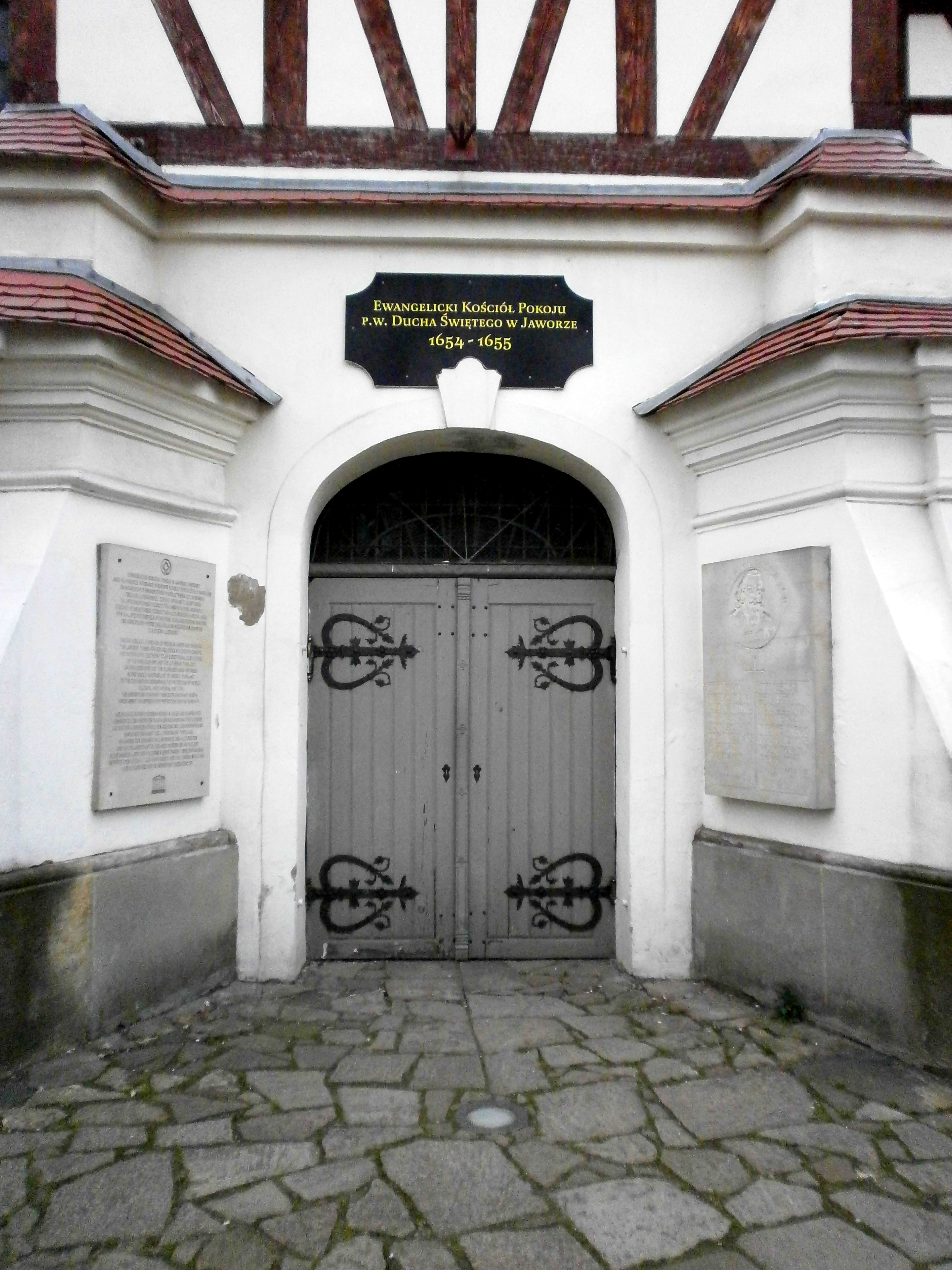
Entrada do santuário
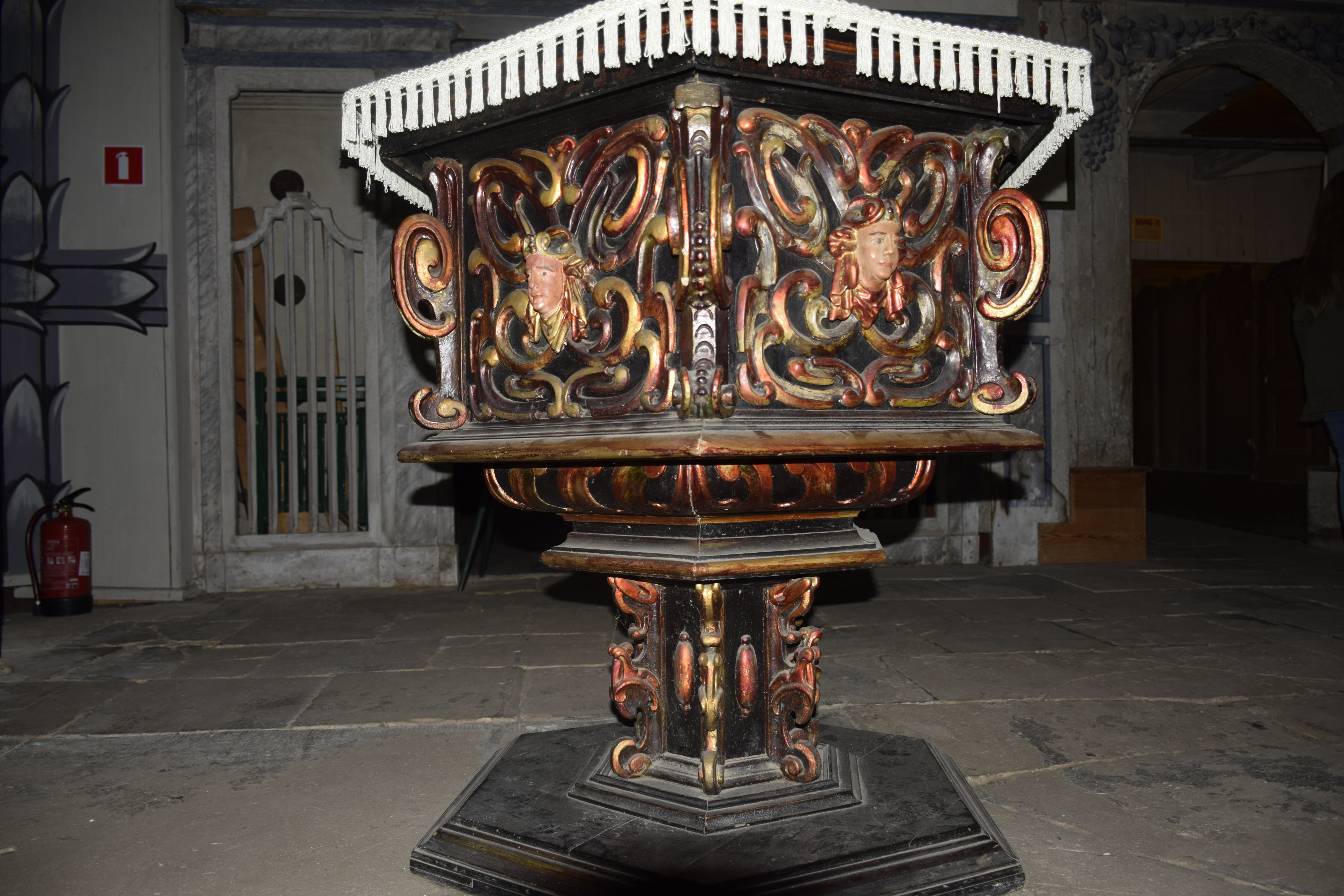
Pia Batismal
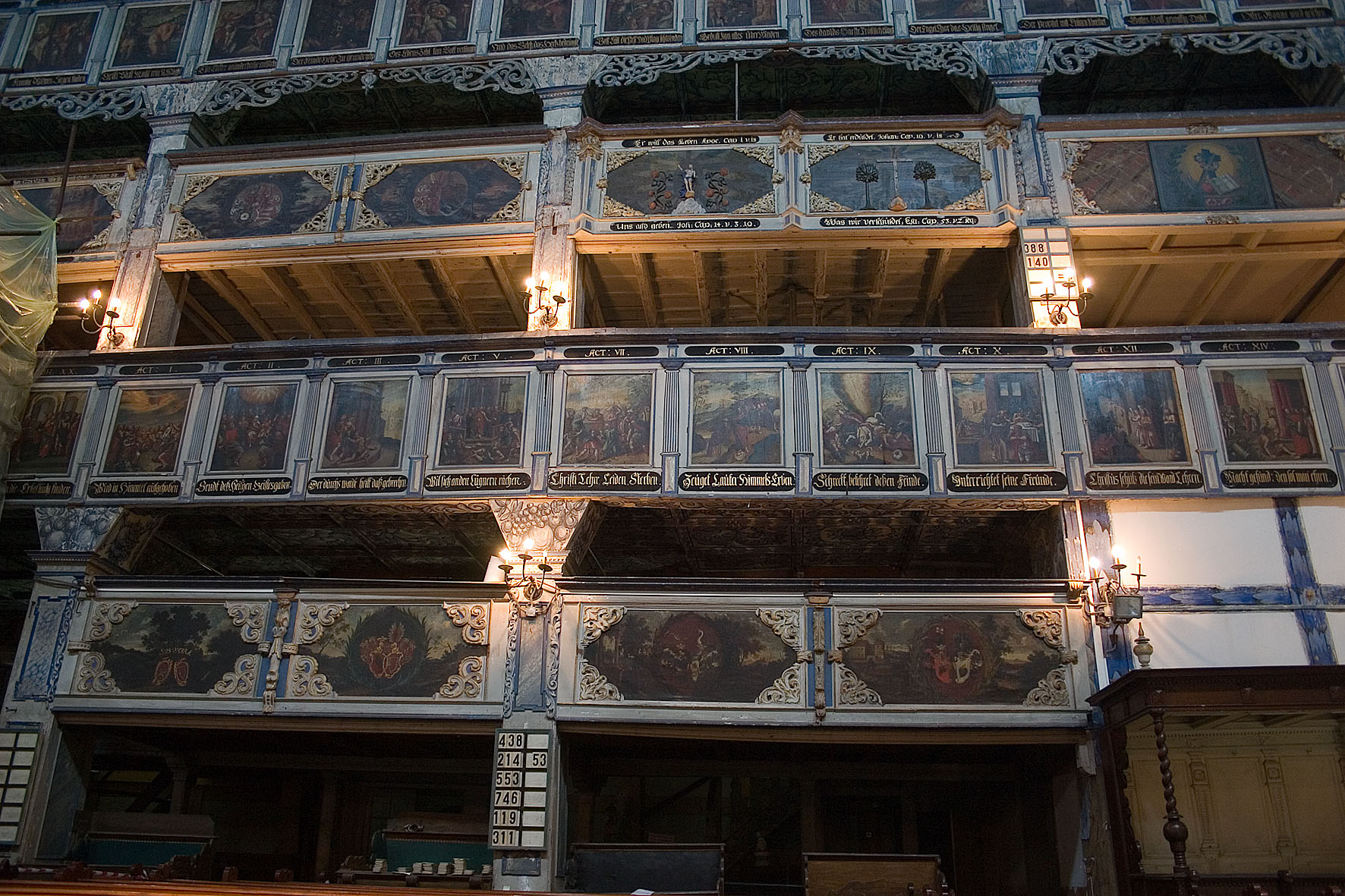
Matroneu decorado com pinturas
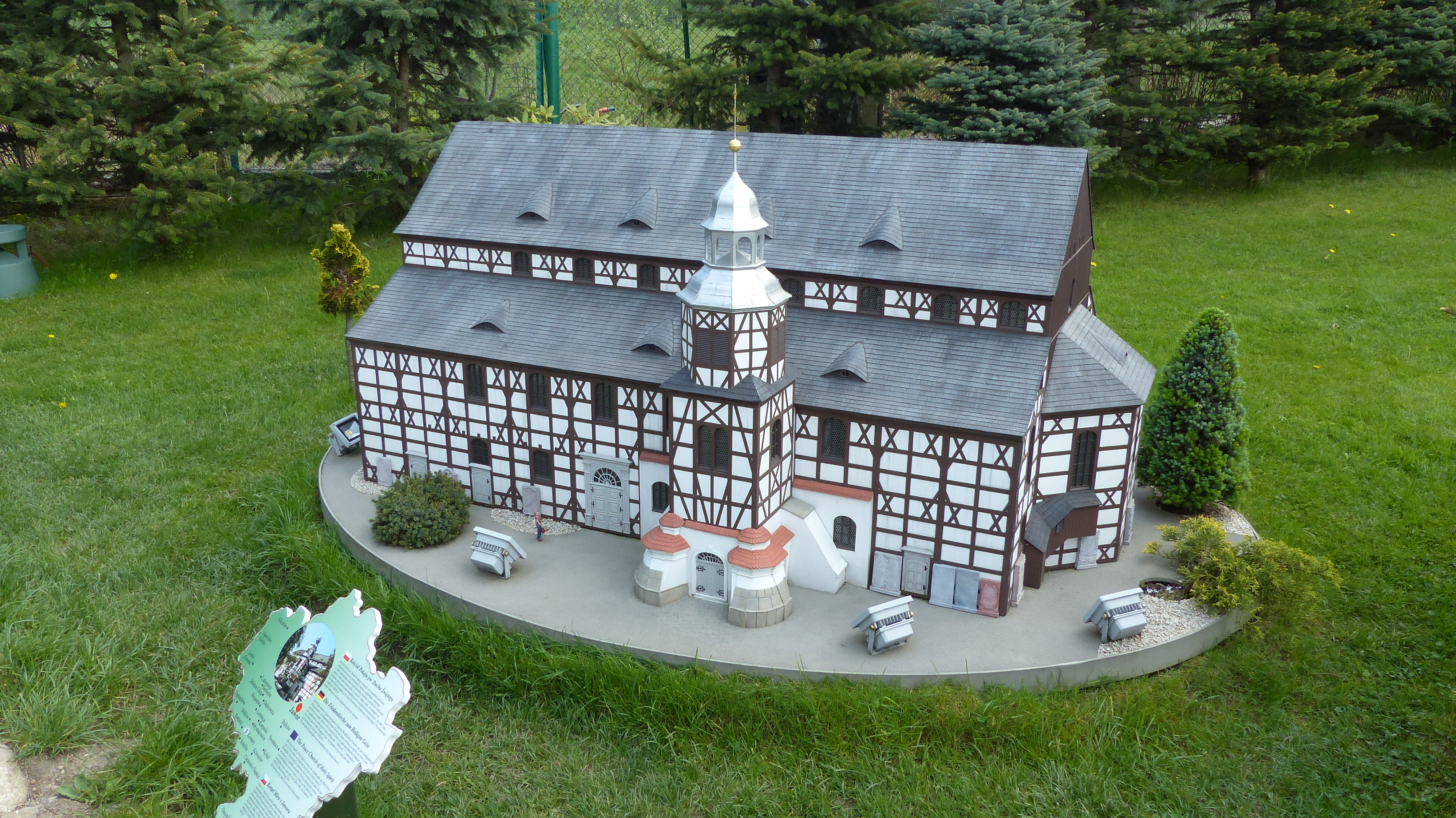
Uma miniatura da igreja no Parque de Miniaturs a da Baixa Silésia em Kowary (pol. Park Miniatur Zabytków Dolnego Śląska)